# Folland Gnat
Folland Gnat byl britský cvičný a také lehký stíhací proudový podzvukový letoun s šípovitým křídlem. Byl navržen jako cenově dostupný lehký stíhač na rozdíl od většiny ostatních typických bojových letounů, které byly větší a jejich pořizovací cena byla také vyšší. Královské letectvo (RAF) ho používalo jako cvičné letadlo. U zahraničních uživatelů se vedle cvičných letů dočkal i bojového nasazení.
Gnat měl svůj původ v předchozím soukromém projektu firmy, tedy typu Folland Midge. Vydání operačního požadavku OR.303 britským ministerstvem letectví posloužilo k motivaci vývoje typu. Gnat byl později předložen ke splnění tohoto požadavku. Jeho konstrukce umožnila, aby byla jeho údržba prováděna i bez specializovaných nástrojů, což bylo vhodné pro nasazení v méně industrializovaných zemích.
Ačkoli ho královské letectvo (RAF) nikdy nepoužívalo jako bojový letoun, přijalo cvičnou variantu Gnat T.1, jejíž první exemplář vzlétl 31. srpna 1959. Trup byl prodloužen o 0,23 m, křídlo bylo zvětšeno o 40%. Pohon zajišťoval proudový motor Orpheus B.Or.4. Do služby bylo prvních čtrnáct kusů zařazeno v únoru 1962. Ve Spojeném království ho proslavily i akrobatické výkony pilotů ze skupiny Red Arrows. 
Gnat F.1 byl vyvezen do Finska, Jugoslávie a Indie. Indické letectvo se stalo největším uživatelem a nakonec letadlo vyrábělo na základě licence. Indie byla ohromena výkony během boje a pokračovala ve vývoji vylepšené varianty HAL Ajeet. V britských službách byl Gnat nahrazen letouny Hawker Siddeley Hawk.

## Vývoj

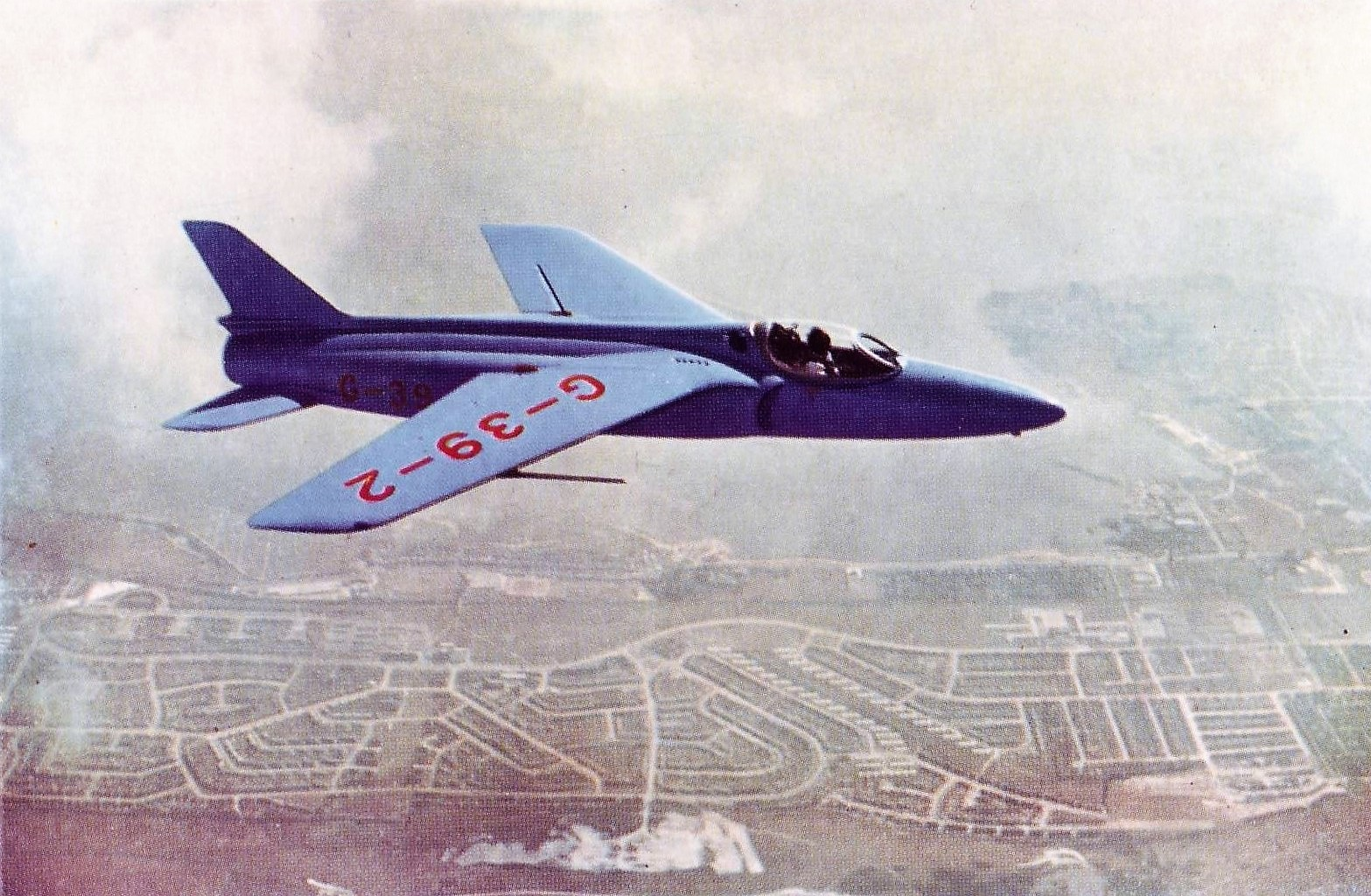
První prototyp letounu Gnat F.1

Stroj zkonstruoval britský letecký konstruktér W. E. W. Petter. Typ konstrukčně vycházel z letounu Folland Midge. Prototyp zalétal major E. A. Tennant 18. července (jeho první let byl i premiérou lehkého proudového motoru Bristol Orpheus B.Or.1 o tahu 14,62 kN) 1955 v Chilboltonu. Původně byl navržen jako lehký stíhací letoun (Folland Gnat F.1). Ministerstvo pro zásobování branných sil objednalo v srpnu 1955 šest prototypů z nichž první (XK724) vzlétl 26. května 1956. Další exemplář (XK739) byl určen k výkonnostním testům, třetí byl vybaven motorem Orpheus B.Or.2. Čtvrtý letoun (XK741) létal s přídavnými nádržemi a podvěsnou výzbrojí, na pátém stroji se zkoušely plovoucí vodorovné ocasní plochy používané pak na všech dalších Gnatech. Nakonec se rozhodlo, že si Royal Air Force místo Follandu Gnatu objedná upravený Hawker Hunter FGA.Mk 9 a neprojevilo o stíhací Gnaty zájem. 13 letounů však získalo Finsko, 2 Jugoslávie a 40 draků v různém stádiu rozpracovanosti obdržela Indie. V ní poté firma Hindustan Aircraft Ltd. v Bangalore vyrobila licenčně 175 letounů pod názvem HAL Ajeet. Royal Air Force se však přece jenom zajímalo o Gnat – jako o cvičný letoun. Od roku 1957 (zabýval se tím již dříve, ale pouze soukromě) začal W. E. W. Petter pracovat na dvoumístné verzi letounu. Letoun bylo třeba značně pozměnit. Křídlo bylo zvětšeno o 3,72 m², takže mohlo pojmout více paliva, což zmenšilo objem palivových nádrží v trupu a získal se tak prostor pro další vybavení. Přistávací rychlost měla být snížena pod 185 km/h. Do trupu letounu byl zastavěn motor Bristol Orpheus 100 o tahu 18,83 kN. Kvůli instalaci druhého sedadla byl trup prodloužen. Ocasní plochy byly zvětšeny a letoun dostal nová křidélka a vztlakové klapky. Přestože cvičná verze letounu postrádala integrované hlavňové zbraně, její výzbroj mohla být díky křídelním závěsníkům velmi pestrá. V srpnu 1957 bylo objednáno ministerstvem pro zásobování branných sil 14 letounů ověřovací série. V srpnu 1959 vzlétl první cvičný Folland Gnat (Folland Gnat T.1). Avšak k tomu, aby firma Folland získala zakázku, byla nepřímo donucena stát se součástí společnosti Hawker Siddeley Aviation, protože velkým sdružením dávala vláda přednost. Jako první dostala letouny začátkem roku 1962 Central Flying School.

## Varianty

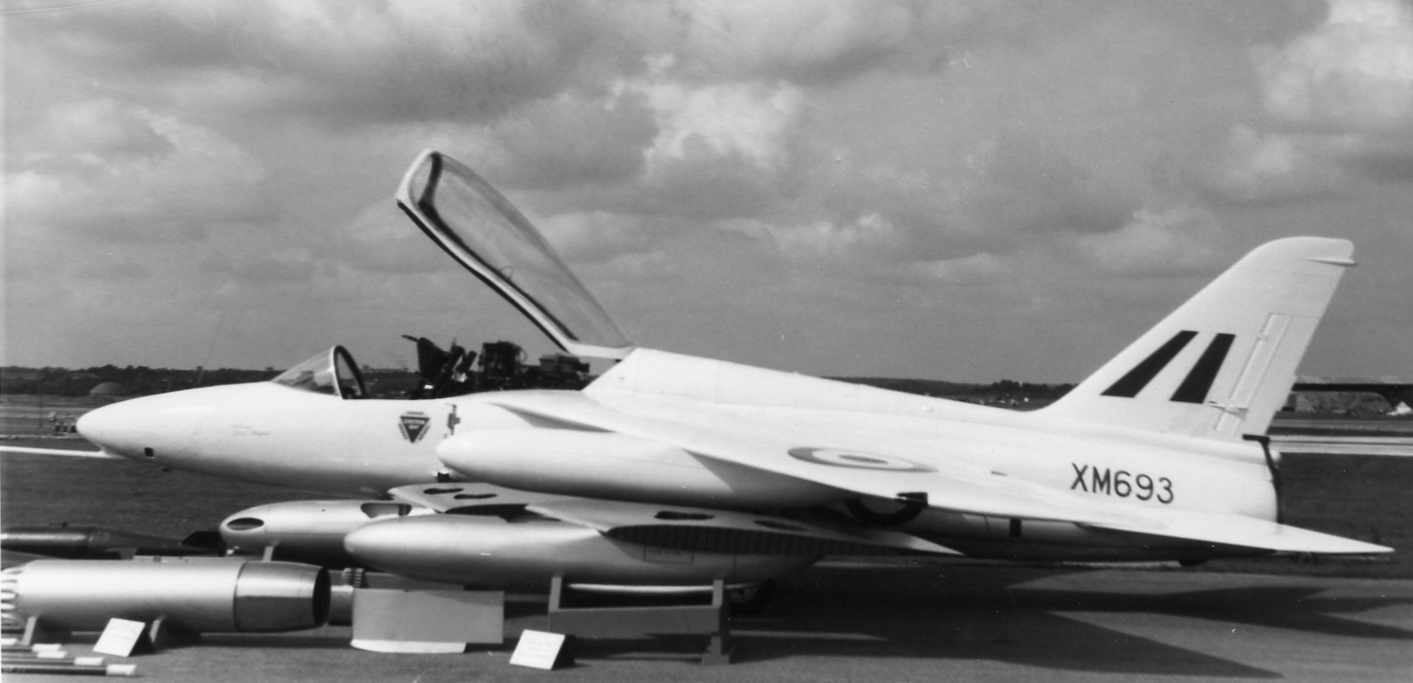
Třetí prototyp Gnatu T.1 (XM693) v roce 1961 na přehlídce SBAC

- Fo.141 Gnat: jednomístný lehký stíhací letoun
  - Gnat F.1: stíhací letoun vyvážený do Indie, Finska a Jugoslávie v Indii také licenčně vyráběný pod jménem HAL Gnat
  - HAL Ajeet: vylepšený v Indii licenčně vyráběný Gnat F.1 původně označovaný Gnat Mk.2
  - HAL Ajeet Trainer: Dvojsedadlový cvičný letoun pro Indické letectvo odvozený z letounu HAL Ajeet ,ale podstatně se lišící od Gnatu T.1 používaným RAF

- Fo.144 Gnat: dvousedadlový cvičný letoun pro pokračovací výcvik
  - Gnat T.1: dvousedadlový cvičný letoun používaný RAF

## Operační nasazení

### Indie
Indické a nezávislé zdroje tvrdí, že Gnatům, které sloužily v Indickém letectvu, se za Indicko-pákistánské války v roce 1965 podařilo sestřelit sedm letounů Canadair Sabre (licenčně vyráběných letounů North American F-86 Sabre). Pákistánské letectvo toto číslo nepotvrzuje, ale tvrdí, že Gnaty v leteckých soubojích dosáhly pouze tří vítězství a že během války byly dva Gnaty sestřeleny. V počáteční fázi války byl jeden Gnat indického letectva pilotovaný majorem letectva Brij Pal Singh Sikandem donucen přistát na letišti v Pasruru dvěma letouny Lockheed F-104 Starfighter pákistánského letectva. Tento letoun je vystaven jako válečná kořist v leteckém muzeu v Karáčí. Po uzavření příměří 16. prosince 1965 byla jedna Cessna O-1 pákistánského letectva sestřelena Gnatem.
Gnaty byly Indickým letectvem znovu použity v další válce s Pákistánem v roce 1971. Asi nejznámější akcí je Bitva u Boyry, ve které indické Gnaty sestřelily dva Canadairy Sabre pákistánského letectva a jeden vážně poškodily.[zdroj⁠?!] Pákistánské letectvo tvrdilo, že jednoho Gnata sestřelilo, ale prokázalo se, že to není pravda.[zdroj⁠?!] Další známý letecký souboj se odehrál nad Srinagarským letištěm. Osamocený indický Gnat bojoval se šesti Sabry a dva z nich se mu podařilo zasáhnout, než byl sestřelen. Jeho pilot jménem Nirmal Jit Singh Sekhon byl posmrtně vyznamenán vyznamenáním Param Vir Chakra, což je nejvyšší indické vojenské vyznamenání, a byl jediným indickým letcem, kterému se zatím podařilo tohoto vyznamenání dosáhnout.
Po obou dvou válkách, v nichž Gnaty sváděly letecké souboje s Canadairy Sabre a drtivě je porážely (přestože že Canadair Sabre Mk.6 byl považován za nejlepší letadlo pro letecké souboje své éry) dostaly Gnaty v Indickém letectvu přezdívku "Sabre Slayer" (zabiják Sabrů). Gnaty sloužily v Indickém letectvu 20 let od roku 1958 do roku 1978.[zdroj⁠?!]

### Finsko

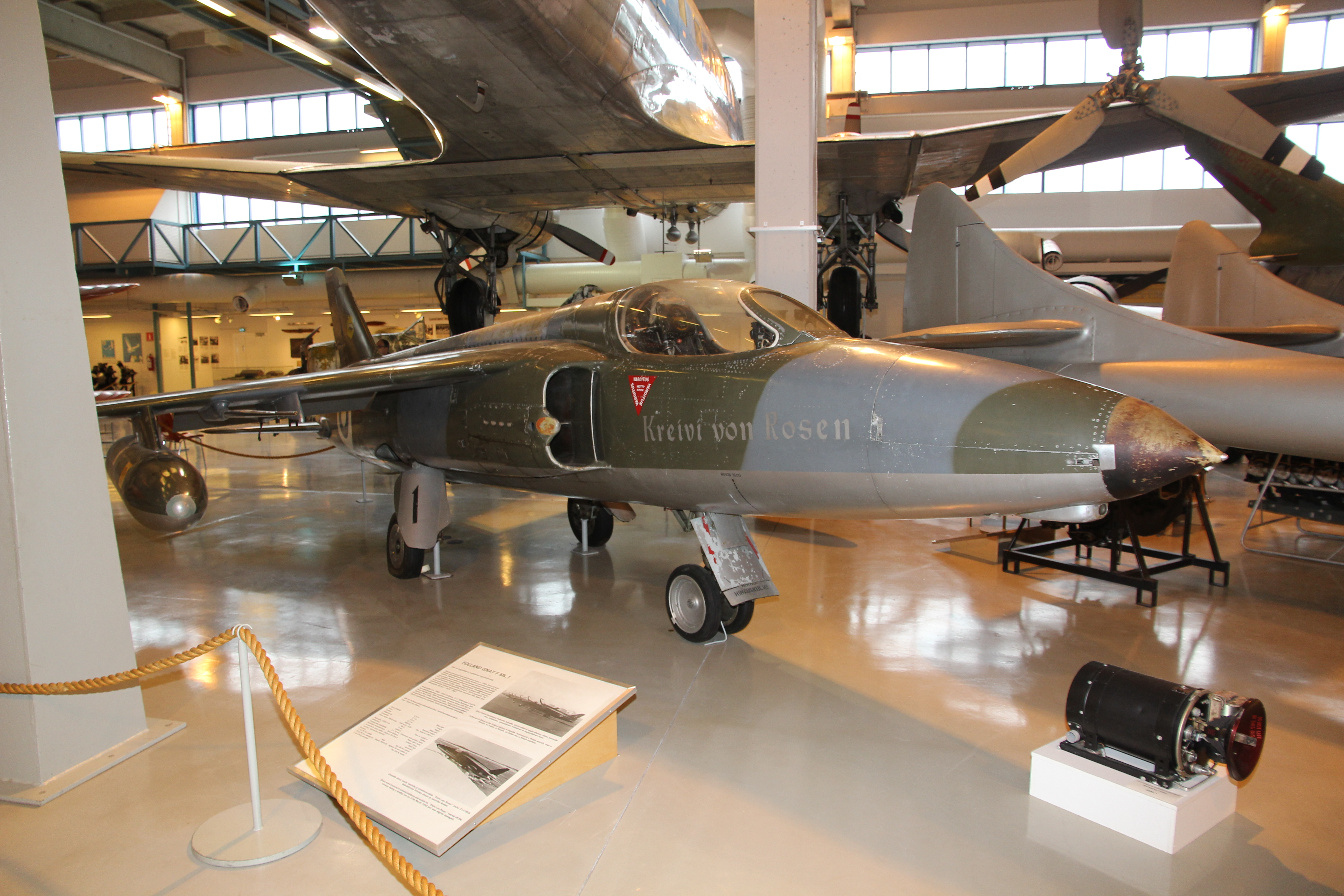
Gnat F.1 (GN-101) finského letectva v muzeu v Tikkakoski

Finskému letectvu byl první Gnat dodán 30. července 1958. 31. července 1958 s ním major Lauri Pekuri překonal rychlost zvuku. Typ Gnat F.1 z počátku v drsných finských podmínkách trpěl mnoha problémy. Finsko bylo prvním provozním uživatelem typu Gnat F.1 a letadlo mělo ještě mnoho nedořešených problémů. Všechny Gnaty byly 26. srpna 1958 na půl roku, po zničení stroje GN-102 kvůli technické konstrukční chybě v hydraulickém systému, uzemněny a letadlo se brzy stalo předmětem silné kritiky. Během nehod byly zničeny další 3 stroje, dva piloti se katapultovali a jeden zahynul. Jakmile byly počáteční problémy vyřešeny, ukázalo se, že má letoun extrémní manévrovatelnost a dobré výkony ve vzduchu, ale také je velmi náročný na údržbu. Dostupnost náhradních dílů byla vždy problémem a jeho údržba byla pro mechaniky z řad branců výzvou. Gnaty byly z aktivní služby v roce 1972 vyřazeny a nahradily je stroje Saab 35 Draken.

### Spojené království
Ve Spojeném království Gnaty sloužily pouze jako cvičné letouny. Jejich největším uživatelem byla No. 4 Training School ve Valley. Létaly s nimi akrobatické týmy např. Yellowjacks, kteří se později reorganizovaly na Red Arrows. Red Arrows na nich létaly do chvíle, než je nahradily roku 1979 letouny Hawk T.1. Mnoho letounů se po svém vyřazení dostalo do rukou soukromých sběratelů.

## Specifikace (Gnat T.1)

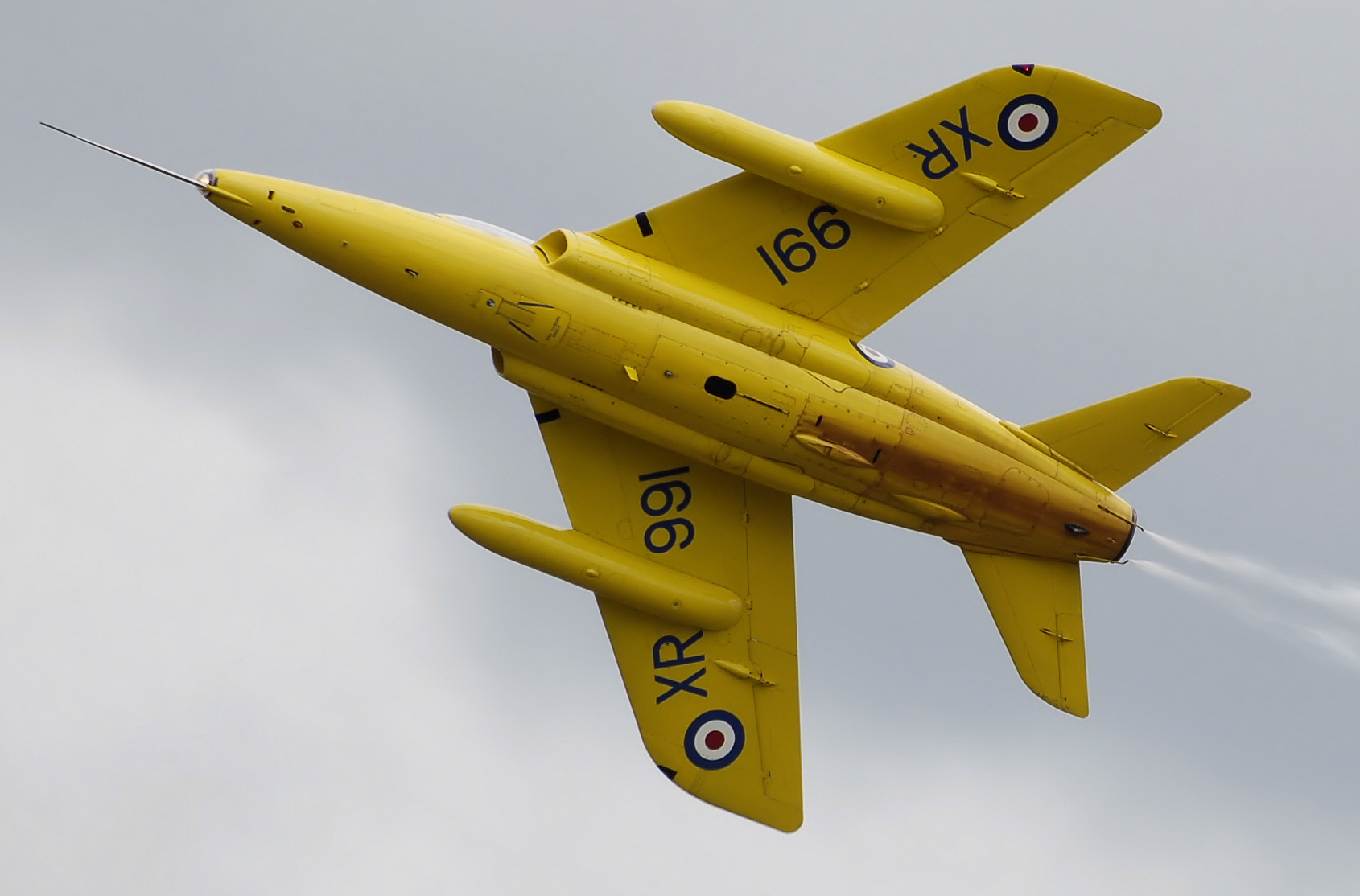
Gnat T.1 ve zbarvení akrobatické skupiny Yellowjacks (XR991)

### Technické údaje
- Osádka: 1-2
- Rozpětí: 7,32 m
- Délka: 9,68 m
- Výška: 2,93 m
- Nosná plocha: 16,26 m²
- Hmotnost prázdného letounu: 2 331 kg
- Maximální vzletová hmotnost: 3»915 kg
- Pohonná jednotka: 1× proudový motor Bristol Orpheus 100 o tahu 18,83 kN

### Výkony
- Maximální rychlost: 1024 km/h ve výšce 9450 m
- Dostup: 14 630 m
- Dolet: 1 852 km se dvěma přídavnými nádržemi

## Specifikace (Gnat F.1)

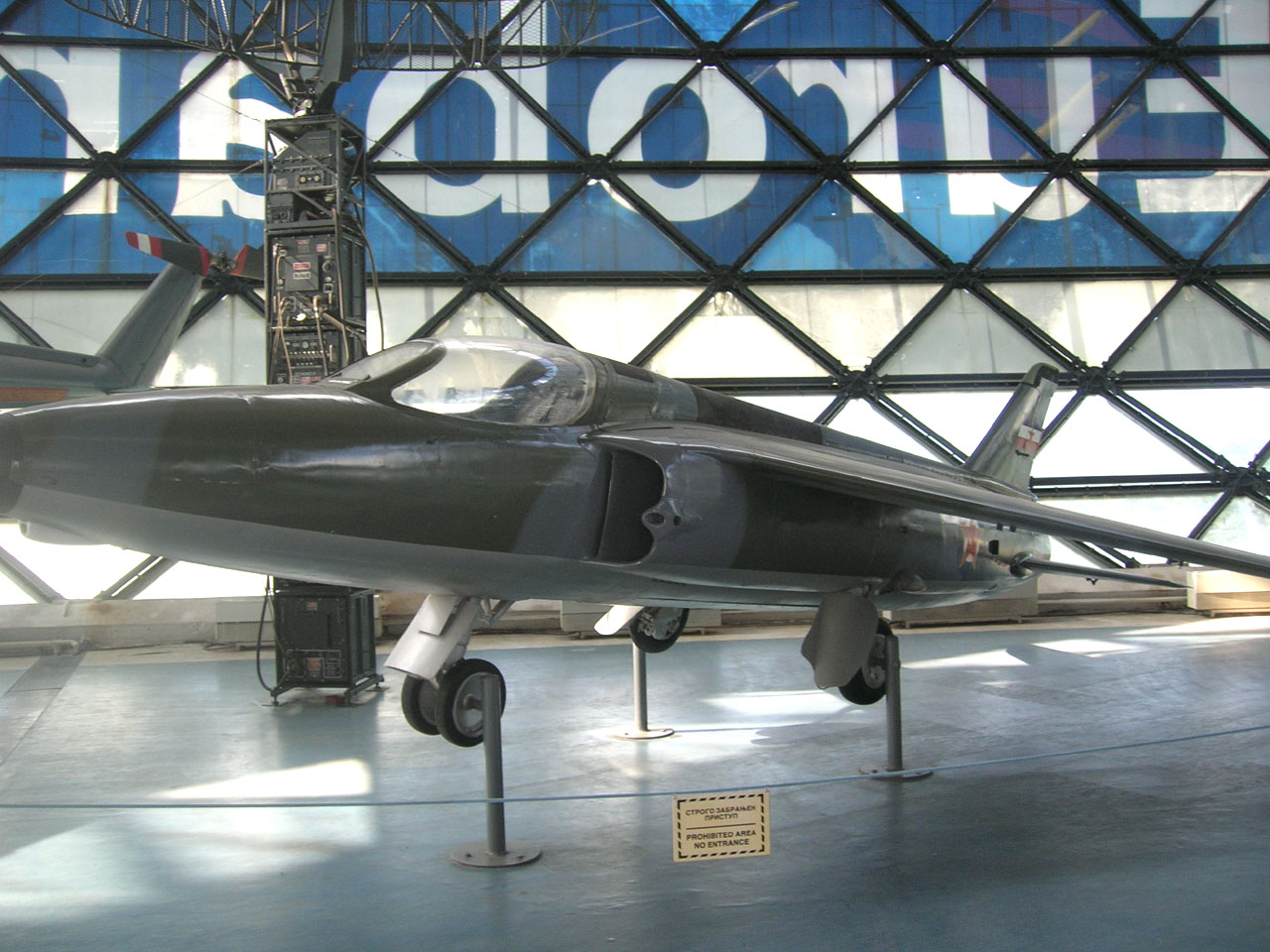
Gnat F.1 jugoslávského letectva v Muzeu letectví v Bělehradu

### Technické údaje
- Osádka: 1
- Rozpětí: 6,73 m
- Délka: 8,74 m
- Výška: 2,46 m
- Nosná plocha: 12,69 m²
- Hmotnost prázdného letounu: 2 175 kg
- Maximální vzletová hmotnost: 4 100 kg
- Pohonná jednotka: 1× Bristol Orpheus 701-01 o tahu 20,9 kN

### Výkony
- Maximální rychlost: 1 120 km/h ve výšce 6 100 m
- Dostup: 14 630 m
- Dolet: 800 km

### Výzbroj
- 2 × kanón ADEN Mk.4 ráže 30 mm
- 2 × letecká puma o váze 227 kg nebo rakety ráže 76 mm

## Zajímavosti
Několik těchto letounů bylo použito pro natáčení americké komedie Žhavé výstřely (Hot Shots!) v hlavní roli s Charlie Sheenem.

## Dochované exempláře

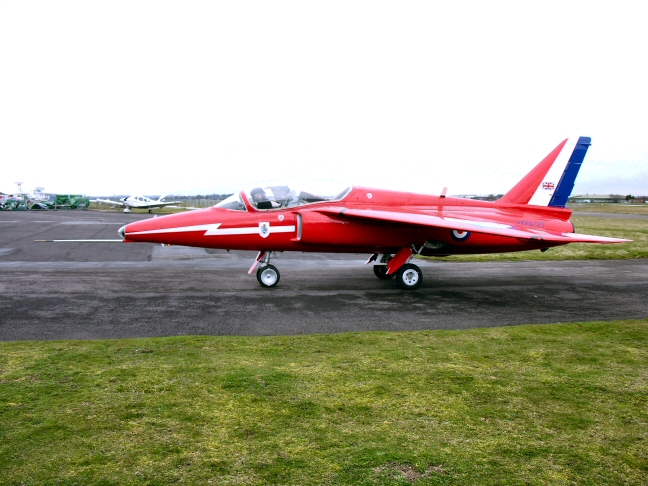
Gnat T.1 akrobatické skupiny Red Arrows (XR537)

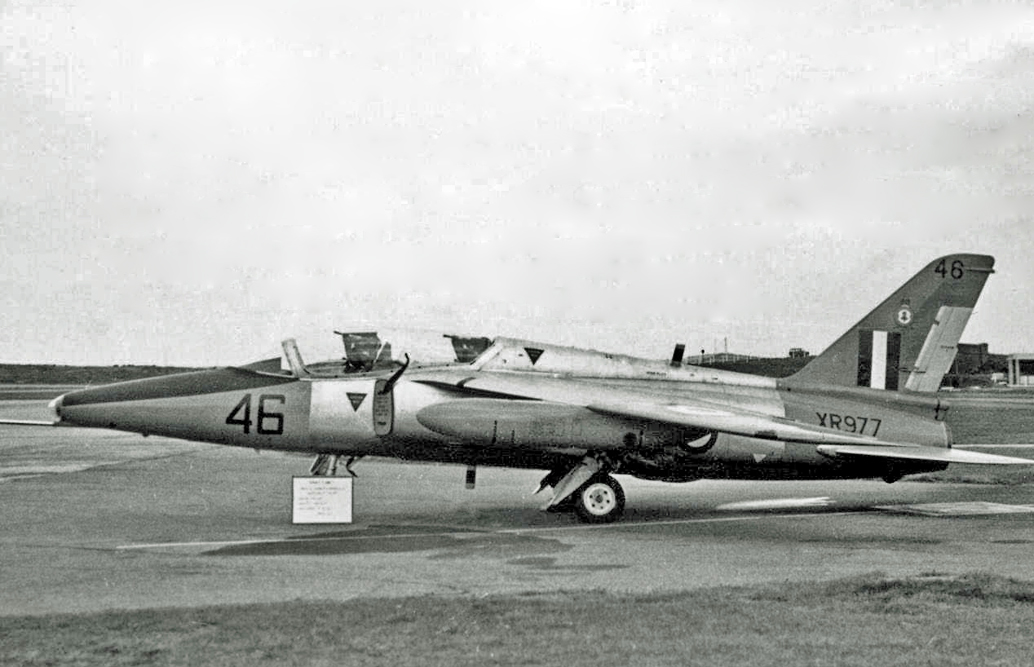
Gnat T.1 (XR977) ze No. 4 Training School na základně RAF ve Valley v roce 1967

Do dnešní doby se dochovalo mnoho Gnatů (zejména ve Velké Británii a USA) z nichž podstatná část je letuschopná.
- Gnat F1 XK724: je v muzeu RAF v Cosfordu hrabství Shropshire, Anglie
- Gnat F1 XK741: je v Midland Air Museum (namalovaný v finských barvách) hrabství Coventry, Anglie
- Gnat F1 11601: je v leteckém muzeu v Bělehradu
- Gnat F1 XK740: jev leteckém muzeu Solent Sky v Southamptonu v hrabství Hampshire, Anglie
- Gnat T1 XM694: (N694XM)je v leteckém muzeu v Pimě stát Arizona,USA
- Gnat T1 XM697: (původně XM693) je před továrnou BAe systems v Hamble hrabství Hampshire, Anglie
- Gnat T1 XP505: je v londýnském Science Museum Anglie
- Gnat T1 XP542: je v leteckém muzeu Solent Sky v Southamptonu v hrabství Hampshire, Anglie
- Gnat T1 XR537: je plně letuschopný stroj s civilní registrací G-NATY provozovaný firmou De Havilland Aviation na letišti v Bournemouthu a zbarvený ve svém původním nátěru jako stroj akrobatické skupiny Red Arrows.
- Gnat T1 XR571: je na základně RAF ve Scamptonu, kde sídlí akrobatická skupina Red Arrows Lincolnshire
- Gnat T1 XR572: létá z letiště Rocky Mountain Metropolitan Airport v státě Colorado, USA
- Gnat T1 XR977: je v muzeu RAF v Cosfordu hrabství Shropshire, Anglie
- Gnat T1 XS105: je v letuschopném stavu vystaven v Planes of Fame Air Museum v Chinu Kalifornie, USA
- jeden indický Gnat kterého se zmocnilo v roce 1965 Pákistánské letectvo je vystaven jako válečná kořist v leteckém muzeu v Karáčí
- Central Finland Aviation Museum v Tikkakoski vlastní dva Gnaty (GN-101 a GN-104)
- Finnish Aviation Museum ve Vantaa také vlastní dva Gnaty (GN-105 a GN-106)
- Karhula Aviation Museum poblíž města Kotka ve Finsku vlastní jednoho Gnata (GN 107)
- Jeden Gnat byl ve Finsku poblíž Rovaniemi umístěn jako památník (GN-110)
- Jeden Gnat (GN-112) je ve Vesivehma museum ve Finsku
- Jeden Gnat (GN-113) Finského letectva se dostal do soukromých rukou a je na letišti v Malmi
- Jeden Gnat (GN-103) je uskladněn na letišti v Halli ve Finsku
- V listopadu 2009 byl v internetové aukční síni eBay vydražen Gnat za 89,000 USD

## Galerie

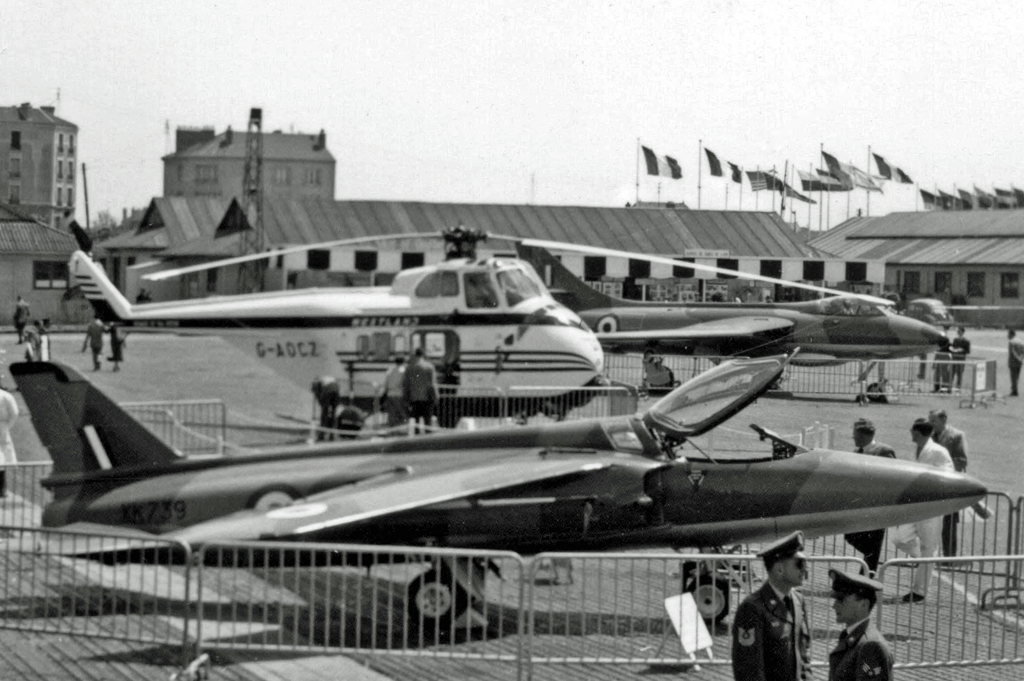
Stíhací Gnat F.1 (XK739) na Paris Air Salon v roce 1957
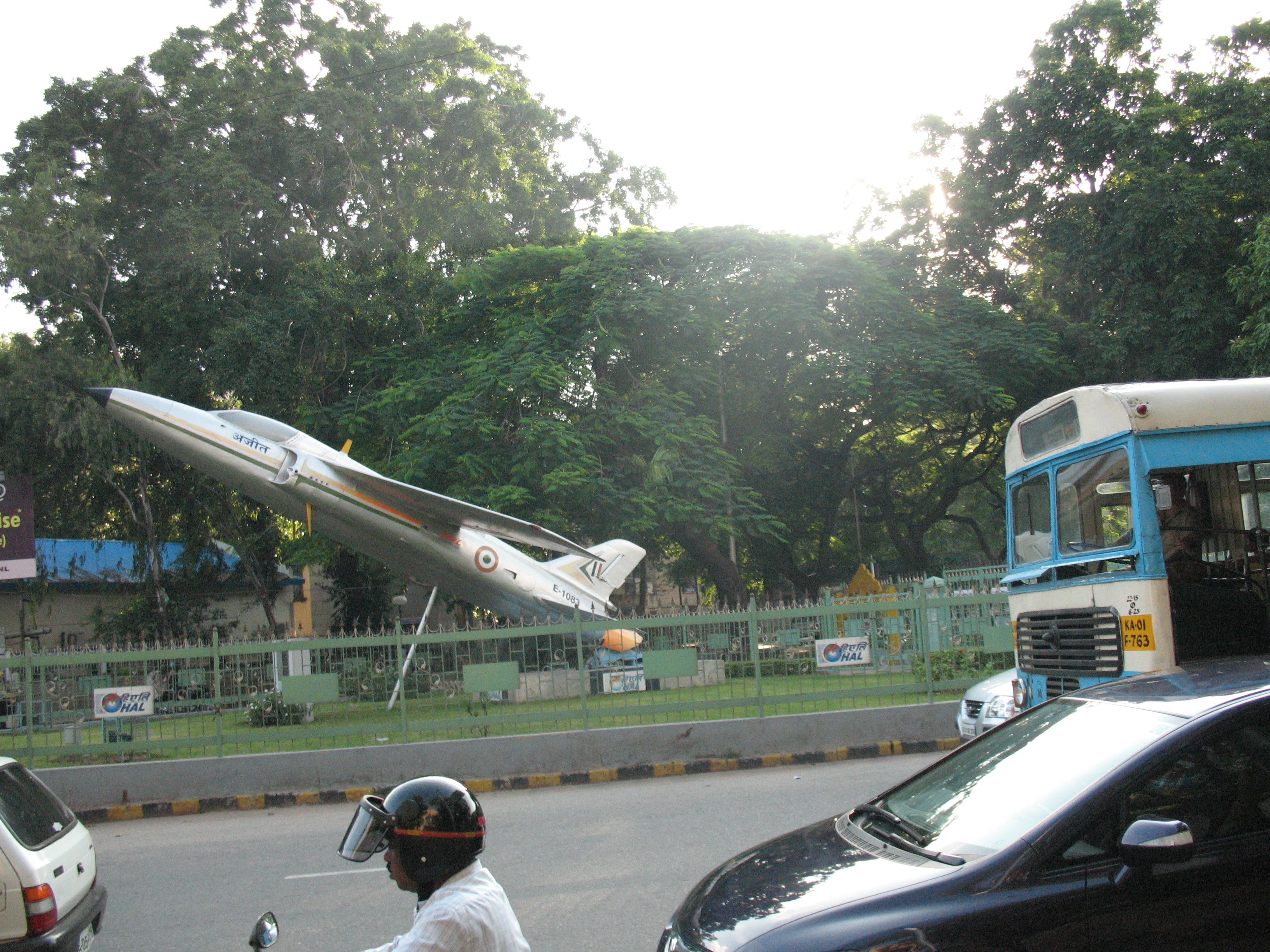
Prototyp indické licenční verze HAL Ajeet (E-1083) před hlavním sídlem HAL v Bangalore
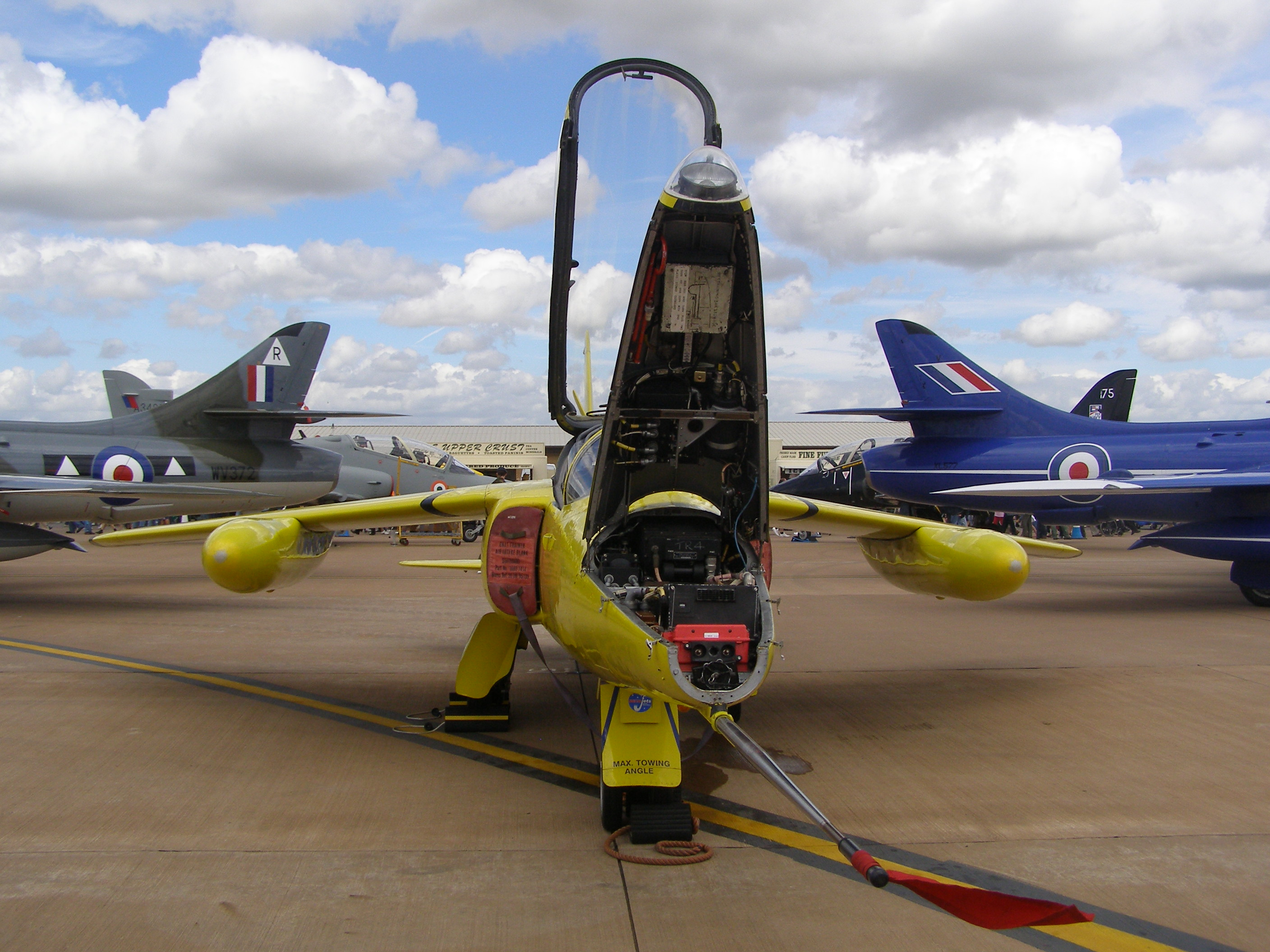
Gnat T.1 G-MOUR (XR991) s otevřenou přídí v roce 2007